# Calle de la Ternera
La calle de Ternera es una vía pública de la ciudad española de Madrid, situada en el barrio de Sol, distrito Centro, y que discurre desde la calle de las Navas de Tolosa hasta la calle Preciados.

## Historia

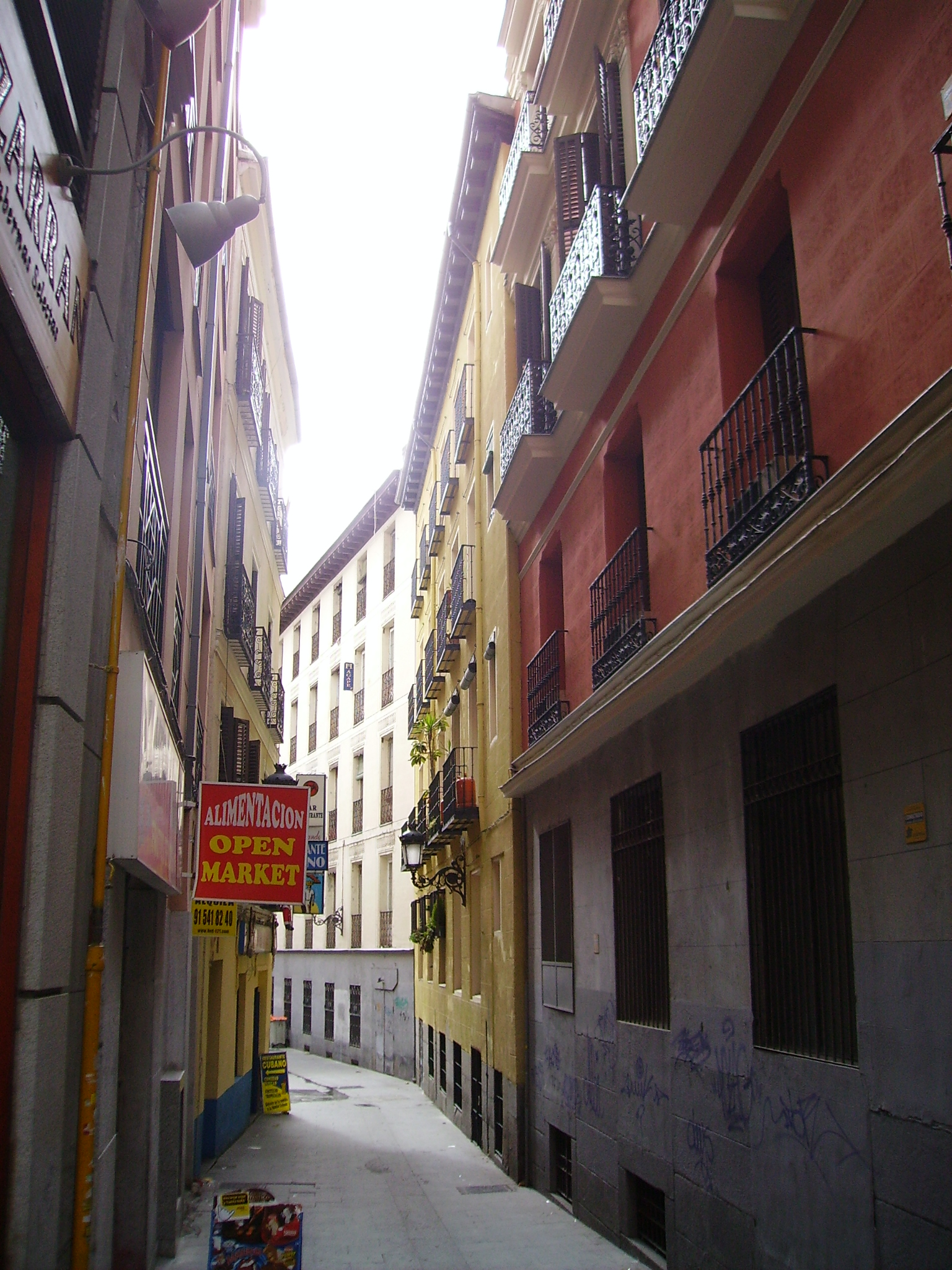
Vista de la calle.

Según Antonio de Capmany, antiguamente era una plazuela donde había unos tablados de madera en los que se exponían las canales de las terneras para el abastecimiento de la villa. Hilario Peñasco de la Puente y Carlos Cambronero apuntan que según la tradición en la calle se expendería antiguamente ternera, cuya venta se trasladaría más adelante a la costanilla de Santiago, hecho este último que corrobora Capmany.
En el plano de Teixeira de 1656 aparece con el nombre «Alatae», denominación que Peñasco de la Puente y Cambronero interpretan como un error, y en el plano de Espinosa tiene ya el nombre de «Ternera». A lo largo de la historia ha recibido también el nombre de «Covadonga». En 1889 existían antecedentes de construcciones particulares en la calle desde 1745. A finales del siglo xix tenía su entrada por la calle de la Sartén y su salida a la calle de Preciados; la primera cambiaría el 5 de mayo de 1900 su nombre por el de «calle de las Navas de Tolosa».

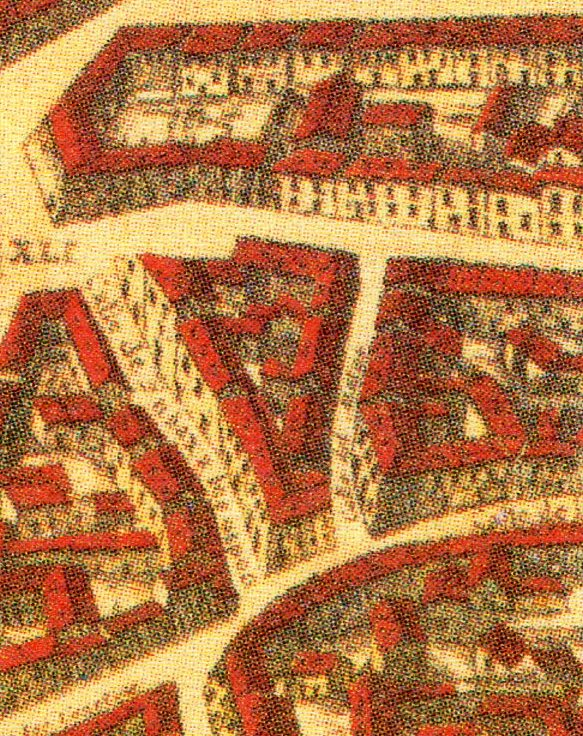
Calle de la Ternera en el plano de Teixeira de 1656. Es la segunda empezando por la izquierda de las dos en dirección N-S que aparecen en el centro de la imagen.

En el cuarto principal del número 5 de la calle, en una vivienda que habría pertenecido hasta el año 1885 a José de los Arcos, murió Luis Daoiz cuatro horas después de ser trasladado allí, a consecuencia de las heridas que sufrió en el Parque de Artillería. En la fachada de esta casa existía una lápida, colocada en 1868, que rezaba:

En el cuarto principal de esta casa vivió y murió el capitán de artillería D. Luis Daoiz, herido mortalmente en defensa de la independencia española, en el parque de Monteleón, el día 2 de mayo de 1808.
.(Peñasco de la Puente y Cambronero, 1889, pp. 526-527)

En el siglo xx se encontraba en la calle, en el número 6, el restaurante El Callejón, frecuentado por Ernest Hemingway y su cuarta mujer en la década de 1950.